# اقتصاد عمان

## نبذة اقتصادية
يعد اقتصاد سلطنة عمان من اقتصاديات الدخل المتوسط، ويتميز بوجود مصادر النفط والغاز وفوائض الموازنة والفوائض التجارية الكبيرة. حيث يُشكل البترول نسبة 64% من إجمالي عوائد الصادرات ونسبة 45% من الإيرادات الحكومية ونسبة 50% من الناتج المحلي الإجمالي. ويعتبر قطاع المنتجات النفطية من أهم القطاعات والمقومات للاقتصاد العماني. والثابت بأن سلطنة عُمان تمتلك 5.50 مليار برميل من احتياطي النفط الخام والتي تمثل نسبة 1.2% من إجمالي احتياطيات النفط الخام بدول مجلس التعاون الخليجي وحوالي 0.4% من احتياطيات النفط في العالم. ويبلغ مستوى الإنتاج الحالي حوالي 0.806 مليون برميل يومياً. ومن المتوقع أن ينضب الاحتياطي النفطي في 19 عام، وتعتبر الفترة بين عامي 2003 – حتى أواخر عام 2008 من أفضل الأعوام لاقتصاد سلطنة عمان من حيث الأداء الاقتصادي على خلفية ارتفاع أسعار النفط، حيث ساعد ارتفاع أسعار النفط في السنوات الأخيرة في بناء فوائض الموازنة العمانية؛ والفوائض التجارية، والاحتياطيات الأجنبية. وتمتلك سلطنة عمان قطاعاً خاصاً يتميز بالقوة والتنوع ويغطي عدة أنشطة منها الصناعة والزراعة والنسيج والتجزئة والسياحة، وتشمل صناعتها الرئيسية تعدين وصهر النحاس وتكرير النفط ومصانع الإسمنت. كما أنها تسعى إلى جذب المستثمرين الأجانب في مجالات الصناعة، وتقنية المعلومات، والسياحة، والتعليم العالي. وتركز خطة التنمية الصناعية على موارد الغاز، وتصنيع الحديد، والبتروكيماويات، والموانئ العالمية. وتواجه سلطنة عمان حالياً تحديان وهما ارتفاع نسبة السيولة والتضخم حتى أواخر عام 2008. وقد أدت الأزمة المالية والاقتصادية العالمية وتراجع سوق النفط العالمي إلى تقليص فوائض الموازنة العمانية في عام 2009 ؛ كما أدت إلى تباطؤ مسيرة الإستثمار ومشاريع التنمية. وقد نجحت سلطنة عمان من خلال استخدام تقنية مكاسب النفط المحققة في زيادة الإنتاج في عام 2009 مما أدى إلى المزيد من التنوع الاقتصادي. وتسعى سلطنة عمان جاهدة في خطة التنمية التي تركز على التنويع والتصنيع والخصخصة بهدف تقليص مساهمة قطاع النفط في الناتج المحلي الإجمالي إلى نسبة 9% في عام 2020. وسوف يؤثر تعافي الاقتصاد العالمي تأثيراً إيجابياً على الاقتصاد.

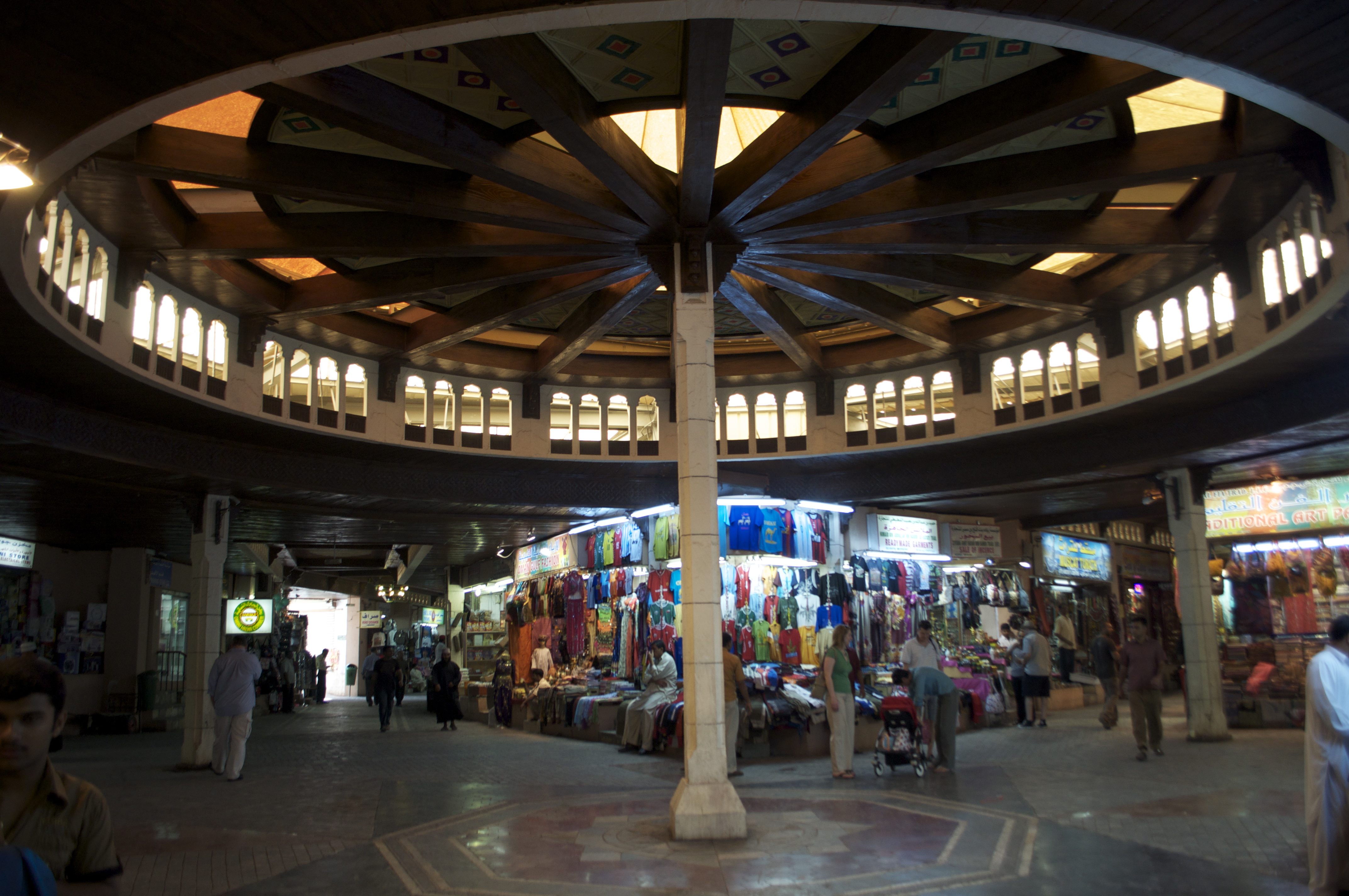
ازيلت الأسواق التقليدية (وهذا واحد في مطرح) شائعة جدا في عمان وشكلوا الجزء الأكبر من الاقتصاد العماني في الماضي

حلّت السلطنة في المرتبة 69 في مؤشر الابتكار العالمي عام 2023، وتراجعت للمركز 74 في مؤشر عام 2024.

## النمو
لقد أدت الزيادة الكبيرة في أسعار النفط منذ عام 2003 إلى نمو كبير في الاقتصاد العماني الذي تضاعف حجمه خلال عام 2002- 2008. حيث ارتفع الناتج المحلي الإجمالي الإسمي بنسبة نمو كبيرة قدرها 44% ليصل إلى 60 مليار دولار أمريكي في عام 2008 مقارنةً بعام 2007 حيث كان 41.6 مليار دولار أمريكي. وقد انخفض الناتج المحلي الإجمالي الإسمي بنسبة – 10.9% إلى 53.4 مليار دولار أمريكي في عام 2009 بسبب الأزمة المالية والاقتصادية العالمية وتراجع سوق النفط العالمي ومع ذلك من المتوقع أن يرتفع بنسبة كبيرة تبلغ 16.6% ليصل إلى 62.3 مليار دولار أمريكي في عام 2010 وبنسبة 8.9% ليصل إلى 67.8 مليار دولار أمريكي في عام 2011. وبالأرقام الحقيقية فقد ارتفع الاقتصاد بنسبة 3.4% في عام 2009 مقارنةً بعام 2008 حيث كانت نسبته 6.2%. ومن المتوقع أن يرتفع ويتوسع بنسبة 4.7% في عامي 2010 وعام 2011، على خلفية تعافي الاقتصاد العالمي وزيادة الطلب العالمي على النفط.

## التضخم
بالرغم من السيولة المرتفعة فقد ظل التضخم منخفضا في مدى يتراوح بين -1% و 1.9% خلال عام 2001 إلى 2005، ولكنه ارتفع بنسبة سنوية (12.6%) في عام 2008 مقارنةً بعام 2007 حيث كانت نسبته (5.9%)، وذلك بسبب الواردات الخاصة بالسلع التي يتم تسعيرها باليورو والين الياباني والجنية الإسترليني وانخفاض قيمة الدولار مقابل العملات الرئيسية في العالم. وتركز السياسة النقدية العُمانية على التحكم في التضخم الذي ظلَّ معتدلا بصفة عامة مما يعكس جزئيا درجة الانفتاح الاقتصادي. كما تسيطر الحكومة على العديد من أسعار السلع والخدمات من خلال الدعم. وعلاوة على ذلك، فإن الحكومة لن تلجئ لصك العملة لتغطية عجز موازنتها، ولذلك هناك ضغطاً تضخمياً بسيطاً من هذا المصدر. وقد انخفض التضخم لمؤشر أسعار المستهلك بنسبة 3.5% في عام 2009 بسبب السياسات النقدية والمالية الحكيمة لحكومة سلطنة عمان. حيث أن الريال العماني مربوطاً بالدولار الأمريكي لأن الولايات المتحدة تعتبر أهم مصدر لواردات الدولة، لذلك فإن ربط الريال العماني بالدولار الأمريكي يحمي الأسعار من بعض الضغوط التضخمية المستوردة من أمريكا. ومن المتوقع أن يرتفع معدل التضخم السنوي لأسعار المستهلك إلى 3.9% في عام 2010 و إلى 2.9% في عام 2011.

## الوضع المالي
تعتمد المالية العامة العُمانية كلياً على الإيرادات النفطية والتي تمثل حوالي 67% من الإيرادات العامة. وقد لعبت أولويات الموازنة الحكومية دوراً رئيسيا في إقرار التوطين والتنويع والخصخصة. وقد شهدت الحكومة عجزاً مستمراً في موازنتها خلال عام 1992 إلى 2001. وبعد تلك الفترة بدأ الاقتصاد العماني في تحقيق فوائض موازنة نتيجةً لارتفاع الإيرادات النفطية، حيث بلغ فائض الموازنة 9.6% من الناتج المحلي الإجمالي في عام 2008 مقارنةً بعام 2007 حيث كانت نسبته 13.7% من الناتج المحلي الإجمالي حيث تمكنت الحكومة من اتباع سياسات مالية جيدة على خلفية قطاع النفط القوي. ولم تحقق سلطنة عُمان أي فائض موازنة في عام 2009 بسبب الأزمة المالية والاقتصادية العالمية وتراجع سوق النفط العالمي. وعلى ضوء تعافي الاقتصاد العالمي المتوقع والفوائض المالية من المتوقع أن يصل فائض الموازنة إلى نسبة 4% من الناتج المحلى الإجمالي في عام 2010 وعام 2011.
وبحسب بيانات نشرتها وزارة المالية العمانية في نوفمبر 2023 فإن الميزانية سجّلت ارتفاعا بنسبة 14% على أساس سنوي في الإنفاق و 16% انخفاضا في الإيرادات بنهاية الربع الثالث من العام الجاري.

## العملة
لقد ارتبط الريال العُماني بالدولار الأمريكي منذ عام 1973 وبعد تخفيض العملة بنسبة 10.2% في يناير 1986 فقد ظل على مستواه الحالي - الريال العماني يساوي 2.60 دولار أمريكي. حيث ساعد التضخم المنخفض نسبياً وسياسة الحكومة المالية المتشددة في الحفاظ على هذا الربط، وقد بلغ إجمالي الاحتياطيات باستثناء الذهب 11.5 مليار دولار بنهاية عام 2008 مقارنةً بنهاية عام 2007 حيث كانت الاحتياطيات 9.5 مليار دولار أمريكي، وبلغت هذه الاحتياطيات إلى 11 مليار دولار أمريكي بنهاية عام 2009، ومن المتوقع أن تصل إلى 11.1 مليار دولار أمريكي بنهاية عام 2010 وإلى 11.5 مليار دولار أمريكي في عام 2011.

## الحساب الخارجي

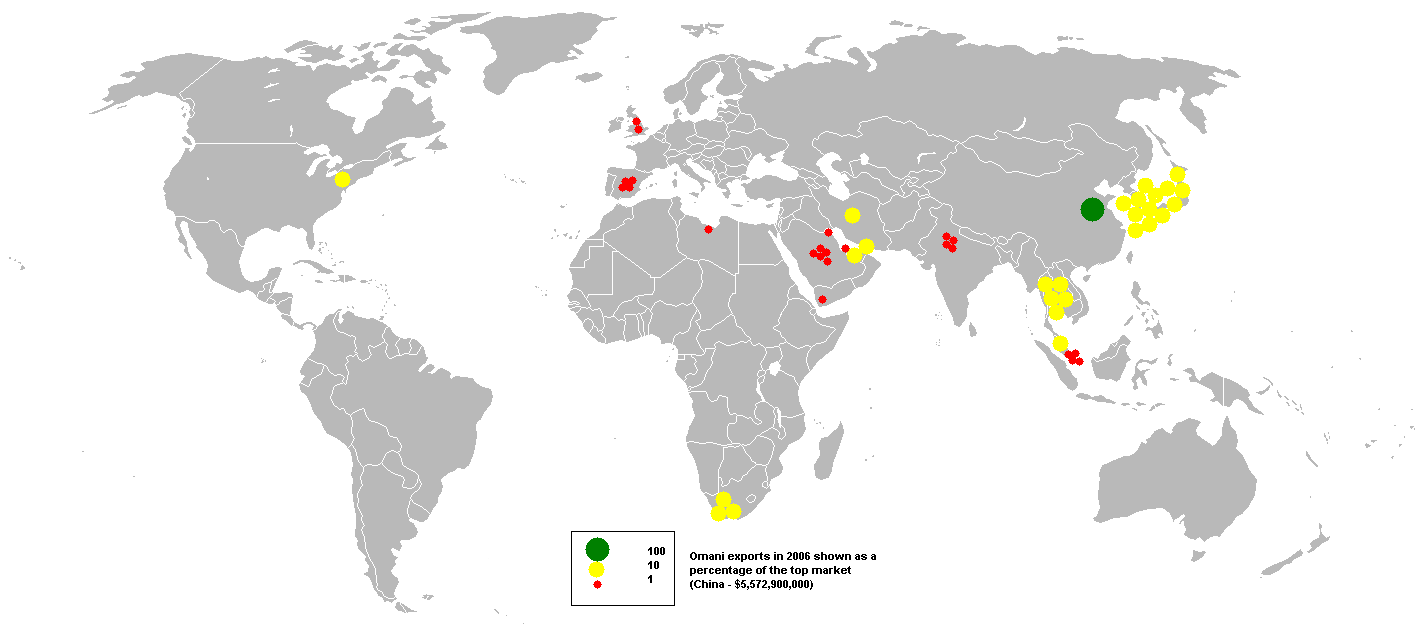
التجارة الخارجية لعمان

أدت أسعار النفط العالية إلى فوائض تجارية ضخمة وفوائض في الحساب الجاري خلال عام 2005 - 2008، حيث بلغ فائض الحساب الجاري 5.47 مليار دولار أمريكي في عام 2008 (حوالي 9.1% من الناتج المحلي الإجمالي) مقارنةً بعام 2007 حيث كان 2.59 مليار دولار أمريكي (حوالي 6.2% من الناتج المحلى الإجمالي). وحقق الاقتصاد فائضاً طفيفاًً قدره 0.14 مليار دولار أمريكي في عام 2009 (حوالي 0.3% من الناتج المحلي الإجمالي). ومن المتوقع أن يصل إلى 1.48 مليار دولار أمريكي (حوالي 2.4% من الناتج المحلي الإجمالي) في عام 2010 وإلى 2.14 مليار دولار أمريكي (حوالي 3.2% من الناتج المحلي الإجمالي) في عام 2011 على خلفية انتعاش سوق النفط العالمي المتوقع. مع الأخذ بالاعتبار التحويلات الكبيرة التي يقوم بها العمال الأجانب وتحويلات أرباح الشركات الأجنبية كشركة عمان لتطوير البترول وكذلك شركات القطاع الخاص الأجنبية فإنها تؤثر بشدة على أرصدة الحساب الجاري.